# Евразийска икономическа общност
Евразийската икономическа общност (на руски: Евразийское экономическое сообщество, ЕврАзЭС), ЕАИО е международна икономическа организация на редица постсъветски държави, занимаваща се с формирането на общи външни митнически граници, изработване на единна външноикономическа политика, тарифи, цени и други съставящи на функционирането на общия пазар.
Членове са Русия, Беларус, Казахстан, Таджикистан, Узбекистан, Киргизия, а наблюдатели – Украйна, Молдова и Армения.

## История
На 10 октомври 2000 г. в Астана (Република Казахстан) от главите на държавите (Беларус, Казахстан, Киргизия, Русия, Таджикистан) е подписан Договор за учредяване на Евразийската икономическа общност.
На 6 октомври 2005 г. в Санкт Петербург на срещата на върха на организацията Централно-азиатско сътрудничество (ЦАС) е прието решение за предстоящо встъпване на Узбекистан в ЕАИО. 2-те страни-наблюдателки Грузия и Турция ще имат неопределен статут, тъй като са наблюдатели на ЦАС, но не и на ЕАИО , като се очаква да останат извън общността, понеже ЦАС фактически вече не съществува.
През август 2006 г. на Междудържавния съвет на ЕАИО е взето принципно решение за създаване на митнически съюз в състав от само 3 държави, готови за това – Беларус, Русия и Казахстан.

## Генерални секретари
1. Генерал-лейтенант Григорий Алексеевич Рапота (Русия, род. 1944) от октомври 2001 до 6 октомври 2007
2. Таир Аймухаметович Мансуров (Казахстан, род. 1948) – от 6 октомври 2007

## Цели
ЕАИО е създадена за ефективното насърчаване на създаването на митнически съюз, чиито държави членки споделят единно икономическо пространство, и за координиране на техните подходи, относно световната икономика и международната търговска система. Сред главните насоки на организационната дейност е осигуряването на динамично развитие на страните от Общността, чрез координиране на техните икономически и социални реформи. Чрез ефективното използване на техните икономически възможности, се цели подобряване на жизнения стандарт на народите.

## ЕИО Митнически съюз
Митническият съюз се превръща в основен приоритет, когато през пролетта на 2008 г., ЕС обявява своето Източно партньорство. От този момент, не е имало разногласия между ЕС и Русия, като двете страни обвиняват останалите, че се опитват да обособят сфери на влияние над страните, предмет на спора (Беларус, Армения, Азербайджан, Грузия, Молдова и Украйна). Наднационалният орган на митническия съюз – ЕИО Комисията е създадена на 12 декември 2008. Русия е предложила ЕИО членове, които да имат достъп до пазарите (Казахстан) и до по-ниски цени на енергията (Беларус, Украйна). Предложението на ЕС към страните – членки е за интеграция в ЕС, както и за облекчени изисквания за виза.
Членовете на Митническият съюз – Казахстан, Беларус и Русия постигат споразумение за единна митническа тарифа през юни 2009 г. и одобрен график за създаване на единна митническа територия.
Според руския президент Дмитрий Медведев създаването на общо икономическо пространство на Русия, Казахстан и Беларус може да стартира на 1 януари 2010 година. Руският външен министър, Сергей Лавров казва, че на 10 декември 2008 г., Москва е готова да изгради общо икономическо пространство с Европа и Съединените щати, ако всяка страна се третира еднакво. Според доклади от април 2010 г., новия Митнически съюз има за цел да влезе в сила на 1 юли 2010 година.
Руските, казахстански и беларуски лидери са одобрили документите за създаване на „общо икономическо пространство“ на 1 януари 2012 г. –. Единен пазар на стоки, инвестиции и труд.
Казахстанският президент Нурсултан Назарбаев е предложил да се създаде обща валута, която да се нарича „йевраз“ и да бъде за цялата общност. Това ще помогне страните да бъдат изолирани от световната икономическа криза.
На 3 септември 2013 г., наблюдатели в ЕС съобщават, че Армения е решила да се присъедини към Митническия съюз. Сайт цитира руското правителство и посочва, че „Армения реши да се присъедини към Митническия съюз и да предприеме необходимите практически стъпки и впоследствие да участва във формирането на Евразийския икономически съюз“.

## Задачи
Основните задачи на Общността са:
- завършване на формалните аспекти, свързани с режима на свободна търговия, установяване на единни митнически тарифи и единна система от нетарифни регулаторни мерки;
- определяне на общи правила за търговията със стоки и услуги и достъпа им до вътрешните пазари;
- въвеждане на единна процедура за контрол на валутния пазар;
- създаване на обща единна система за митнически контрол;
- изготвяне и изпълнение на съвместни програми за Икономическо развитие и социален напредък;
- създаване на равни условия за производство, разходи и цени на продукцията и предприемаческата дейност;
- формиране на общ пазар за транспортни услуги и единна транспортна система;
- формиране на единен енергиен пазар;
- създаване на равни условия за достъп на чуждестранни инвеститори;
- осигуряване на гражданите на страните от Общността, равни граждански права при получаването на образование и медицинска помощ на територията ѝ;
- сближаване и хармонизиране на националните законодателства;
- осигуряване на координиране на правните системи на държавите от ЕИС с цел създаване на общо юридическо пространство в рамките на Общността.

### Институционална рамка
- Междудържавен съвет
- Комитет по интеграцията
  - Съвет за енергийна политика
  - Съвет за транспортна политика
  - Съвет по граничните въпроси
  - Съвет на ръководителите на митническите служби
  - Съвет на ръководителите на данъчните служби
  - Съвет на министрите на правосъдието
- Секретариат
- Комисия на постоянните представители
- Междупарламентарна асамблея
- Съд на общността

### Икономическа информация
| Държава     | Население   | БВП 2006 (USD)    | БВП 2007 (USD)    | Ръст   | На глава от населението |
| ----------- | ----------- | ----------------- | ----------------- | ------ | ----------------------- |
| Беларус     | 9 688 796   | 36 961 815,474    | 44 773 406,221    | 21,13% | 4621                    |
| Русия       | 142 498 534 | 984 926 789,696   | 1 289 582,151,445 | 30,93% | 9050                    |
| Казакстан   | 15 421 864  | 81 003 864,916    | 104 143 432,632   | 28,57% | 6753                    |
| Киргизстан  | 5 316 544   | 2 834 168,893     | 3 745 000,489     | 32,14% | 704                     |
| Узбекистан  | 27 372 256  | 17 077 480,575    | 19 274 619,012    | 12,87% | 704                     |
| Таджикистан | 6 735 996   | 2 830 213,563     | 3 737 572,699     | 32,06% | 555                     |
| ЕАИО общо   | 207 033 990 | 1 125 634,333,117 | 1 465 256,182,498 | 30,17% | 7077                    |

### Общо икономическо пространство
След дискусията за създаване на общо икономическо пространство между страните от ОНД – Русия, Украйна, Беларус и Казахстан, принципно споразумение за създаването на такова пространство е обявено след среща в московското предградие Ново Огарьово на 23 февруари 2003 г. Общото икономическо пространство е свързано с наднационалната Комисия по търговия и тарифи, която ще бъде със седалище в Киев. Тя първоначално ще се ръководи от представител на Казахстан и няма да бъде подчинена на правителствата на 4-те държави. Крайната цел ще е регионална организация, която ще бъде отворена за присъединяване на други държави, както и за въвеждане на единна валута.
На 22 май 2003 г. Върховната рада (украинският парламент) гласува с 266 гласа „за“ и 51 „срещу“ съвместното икономическо пространство. Въпреки това, победата на Виктор Юшченко в украинските президентски избори от 2004 г. е значителен удар срещу проекта: Юшченко е показал подновен интерес от украинското членство в Европейския съюз, а това членство би било несъвместимо с представата за общо икономическо пространство. На 1 март 2010 г. Ирина Акимова – първи заместник-ръководител на администрацията на новоизбрания украински президент Виктор Янукович, заявява, че Украйна не възнамерява да се присъедини към Митническия съюз на Русия, Казахстан и Беларус в близко бъдеще, „тъй като митническият съюз противоречи и значително ще усложни присъединяването и членството на Украйна в Световната търговска организация“.
Единен пазар за Митническия съюз на Беларус, Казахстан и Русия се предвижда за 2012 г.

## Състав
Държави-наблюдателки:
В съответствие с Хартата за статута на наблюдател, ЕИО може да се предостави на държави или междудържавни (междуправителствени) организации по тяхно искане. Наблюдателите имат право да присъстват на публичните заседания на Евроазиатската икономическа общност, да говорят на тези срещи, със съгласието на председателстващия, ако е необходимо. Имат право да получават публични документи и решения, взети от ЕИО. Статут на наблюдател не дава право на наблюдателите да гласуват по решения на заседанията на Евроазиатската икономическа общност, както и да бъдат орган, който да подписва документите на ЕИО. Държавите наблюдателки са:
- Молдова (2002)
- Украйна (2002)
- Армения (2003)

## История на създаване и основните етапи на развитие
- През 1994 президентът на Казахстан Нурсултан Назарбаев предага проектът Евразийския съюз.
- През 1995 – 2000 идва търсенето на оптимални начини за сътрудничество.
- 10 октомври 2000 в Астана (Казахстан) Ръководителите на държавите (Беларус, Казахстан, Русия, Таджикистан, Киргизстан) подписват споразумение за създаването на Евроазиатската икономическа общност (влязло в сила на 30 май 2001). Договорът въвежда концепцията за тясно и ефективно икономическо и търговско сътрудничество, за да се постигнат целите и задачите, определени от Договора за митническия съюз и общото икономическо пространство. При условие, че се постигнат организационни и правни инструменти за изпълнение на споразуменията, системата ще следи за изпълнението на решенията и отговорностите на страните.
- През май 2001 г. се приемат документи, регламентиращи работата на основните институции на Общността.
- През април 2003 г. се одобрява устава на съда.
- През декември 2003 г. ЕИО получава статут на наблюдател в Общото събрание на ООН.
- През септември 2005 г. министър-председателите на ЕИО подписват в Душанбе база документи, относно формирането на гориво и енергиен баланс на общността, също и проект за споразумение за регулиране на зърнените пазари в общността.
- 7 септември 2005 в Санкт Петербург – среща на върха на Организацията на Централна Азия за сътрудничество, на която се решава да се слеят двете организации.
- През ноември 2005 г. Съветът започва работата си по финансовата и икономическа политика на ЕИО. Съпредседател на Съвета на ръководителите е министърът на икономическо развитие – Герман Греф. Той заявява, че основната задача на този орган е да се разработят стратегии и тактики на Общността и нейните държави членки в областта на икономическите и финансови политики.
- 24 януари 2006 г. на извънредно заседание на Съвета в Санкт Петербург се подписва протокол за присъединяване на Узбекистан към ЕИО.
- През юни 2006 г. на срещата на върха в Минск на Евроазиатската икономическа общност, се решава, че по-нататъшната работа по формирането на Митническия съюз ще се проведе на базата на Евроазиатската икономическа общност, като се отчита развитието на проекта общо икономическо пространство (CES). Организационна структура на ЕЕН сега работи на мястото на Секретариата на ЕИО. Осъществимостта на решения, продиктувани от факта, че целите и задачите на Евроазиатската икономическа общност и ЕИП, са идентични: създаването на общ пазар и на общо икономическо пространство.
- През август 2006 г. се решава Митническия съюз да бъде съставен само от три държави, които са готови за това – Беларус, Русия и Казахстан.
- 2 ноември 2006 парламента на Казахстан ратифицира протокол към споразумението между правителствата на Русия, Беларус, Казахстан, Киргизстан и Таджикистан относно взаимното безвизово пътуване. Според протокола, при запазване на визовия режим между държавите членки ЕИО ще въведе единен списък на документи за движението на гражданите на тези държави на територията на Общността.
- 6 октомври 2007, Душанбе е домакин на срещата на върха на ЕИО, на която се приема концепцията на Митническия съюз на Русия, Казахстан и Беларус. Планът за формирането на действие на Митническия съюз е за срок от три години. Също така се решава да се формира Митнически съюз – наднационален орган. Русия има 57% от гласовете, докато Казахстан и Беларус – 21,5%.
- През октомври 2008 г. Узбекистан обявява, че ще прекрати членството си в ЕИО поради съмнения относно ефективността и въздействието на тази междудържавна асоциация. 12 ноември 2008 г. ЕИО официално потвърждава прекратяването на членството на Узбекистан в организацията.
- 12 декември 2008, Москва е домакин на среща на съвета на ЕИО. По време на срещата се решава да се прекрати членството на Узбекистан в ЕИО по искане на президента на тази страна, Ислам Каримов. В допълнение, след заседанието на правителствата, сключили споразумение за насърчаване и взаимна защита на инвестициите, споразумението относно хармонизирането на техническите регламенти, приети на концепцията за създаването на общ енергиен пазар на страните-членки.
- През 2009 започва работа наднационален орган на Митническия съюз – Комисията на Митническия съюз, създаден е и антикризисния фонд, създаден от Центъра за високи технологии Евратом, подписва и документите, съставляващи правната рамка на Митническия съюз на Беларус, Казахстан и Руската федерация, включително Договора за Митническия кодекс съюз, Съдът на Общността се упражнява с органа за разрешаване на спорове в рамките на Митническия съюз, одобрява план за действие за създаването на общо икономическо пространство на Беларус, Казахстан и Руската федерация, одобрява концепцията за сигурността на храните и създаването на Евроазиатската икономическа общност евразийски иновационна система.
- След формирането на Митническия съюз през декември 2010 на срещата на върха на Евроазиатската икономическа общност в Москва се постига споразумение за създаването на Евразийския икономически съюз въз основа на общо икономическо пространство на Беларус, Казахстан и Русия.
- През октомври 2011 г. се подписва споразумение за създаване на зона за свободна търговия в рамките на ОНД. Някои експерти смятат, че договорът е отправна точка за създаването на нови сдружения и увеличаване общия брой на членовете. По време на срещата на върха, Владимир Путин обявява старта на планове за създаване на Евразийския икономически съюз, въз основа на бъдещето на общото икономическо пространство. И въпреки че структурата на бъдещата организация и конкретните планове за нейното създаване все още не са идентифицирани, вече е изразил желание да се създаде паспорт, виза и паричен съюз в рамките на плановете на ЕС.
- През декември 2012 г.се постига споразумение относно реорганизацията на Евроазиатската икономическа общност с прехвърлянето на функциите на Икономическата комисия на Евразийския съюз. ЕИО запазва задачите на хуманитарната сфера, транспорта, енергетиката и изпълнението на 15 международни програми.
- Октомври 2013, казахстанският президент Нурсултан Назарбаев по време на заседанието на Висшия Евразийския икономически съвет предлага приемането в митническия съюз на Турция, за да спре слуховете, че под прикритието на Митническия съюз е възраждането на СССР. И също така се разтварят Евроазиатската икономическа общност (Евратом), както и при създаването на Евразийския икономически съюз на Русия, Беларус и Казахстан. Евратом като организация до голяма степен дублира своите функции и няма да бъде необходима. В същото време членовете на ЕИО, не планират да се присъединят към Евратом, Киргизстан и Таджикистан, според Назарбаев, могат да се присъедини към Митническия съюз като страни наблюдателки, и Армения може да стане член на митническия съюз.

## Структура

### Междудържавен съвет
Междудържавният съвет е върховен орган на Евроазиатската икономическа общност. Той е съставен от държавните глави и правителствените ръководители на общността. Съветът разглежда основните въпроси на Общността, отнасящи се до общите интереси на страните, определя стратегията, посоката и перспективите за интеграция и взема решения, насочени към постигането на целите и задачите на ЕИО. Той заседава на ниво държавни глави най-малко веднъж годишно, на ниво ръководители на правителството – най-малко 2 пъти годишно. Взема решения с консенсус. Неговите решения са задължителни за всички държави членки на Общността.

### Комисия по интеграция
Комисията по интеграция е постоянен орган на Евроазиатската икономическа общност. Тя е съставена от заместник-ръководителите на правителствата на ЕИО. Основните цели са да се осигури комитет за интеграция на ЕИО и взаимодействие, подготовка на предложения за дневния ред на заседанията на Междудържавния съвет, както и проекти за решения и документи, наблюдение на изпълнението на решенията, приети от Междудържавния съвет. Срещи на Комитета по интеграция заседават най-малко четири пъти годишно. В Комитета по интеграция решения се вземат с мнозинство от две трети. Брой на гласовете:
- Русия – 40 гласа
- Беларус – 15 гласа
- Казахстан – 15 гласа
- Киргизстан – 7,5 вота
- Таджикистан – 7,5 вота

### Секретариат
Секретариатът служи за организация и информационни технологии в подкрепа на Междудържавния съвет и Комитета за интеграция на Секретариатът. Той се ръководи от генералния секретар на Организацията на Евразийската икономическа общност. Това е най-високото административно длъжностно лице на общността, назначен от Междудържавния съвет. На 6 октомври 2007 г. в Душанбе по време на сесията на Междудържавния съвет за генерален секретар на ЕИО е назначен Таир Мансуров.
Местоположение на Секретариата – градовете Алма-Ата (Казахстан) и Москва (Русия).

### Интерпарламентарна асамблея
Интерпарламентарната асамблея е орган на парламентарното сътрудничество в рамките на ЕИО, който обмисля въпроса за хармонизация (конвергенция, обединение) на националното законодателство и привеждането му в съответствие със споразуменията, сключени в рамките на Евроазиатската икономическа общност, с цел постигане на целите на Общността. Събранието се образува от парламентаристи, делегирани от парламентите на Общностите. Тя включва:
- от Русия – 42 парламентаристи
- от Беларус – 16 парламентаристи
- от Казахстан – 16 парламентаристи
- от Киргизстан – осем парламентаристи
- от Таджикистан – осем парламентаристи

Секретариат на Интерпарламентарната асамблея се намира в Санкт Петербург (Русия).

## Държави членки
- Беларус (2001)
- Казахстан (2001)
- Киргизстан (2001)
- Русия (2001)
- Таджикистан (2001)
- Узбекистан (2006 – 2008)

Със статут на наблюдатели са:
- Молдова (2002)
- Украйна (2002)
- Армения (2003)